# Карлівський цукровий завод
Карлівський цукровий завод — підприємство харчової промисловості у місті Карлівка Карлівського району Полтавської області України, яке припинило своє існування.

## Історія
Цукровий завод у містечку Карлівка Карлівської волості Костянтиноградського повіту Полтавської губернії Російської імперії був побудований у 1889 році.
У березні-квітні 1902 року в Карлівці мало місце протестний виступ селян, причиною якого стало підвищення орендної плати за землю, яке запровадив керівник Карлівської економії Шейдеман. Хвилювання почалися після того, як Шейдеман відмовився продати необхідне для посіву зерно і вилаявся на адресу ходоків. Після цього він був побитий, селяни відібрали у нього ключі та вивезли з комор зерно. Для придушення виступу до села надіслали війська. Після того, як війська пішли, селяни розгромили цукровий завод і гуральню.
Після початку революції 1905 року в Карлівці пройшли страйки та демонстрації робітників, а на околицях — виступи селян. Наприкінці листопада 1905 року працівники Карлівської економії почали страйк і цукровий завод зупинився. 2 грудня 1905 року полтавський губернатор М. П. Урусов телеграфував до міністерства внутрішніх справ, що заводи в Карлівці стоять, а робітники висувають вимоги економічного та політичного характеру.
У січні 1918 року селище окупували радянські війська, але вже на початку квітня 1918 року Карлівку було звільнено від комуністичної навали і встановлено владу Української Народної Республіки, на підприємствах було встановлено 8-годинний робочий день. Надалі Карлівка опинилася в зоні бойових дій громадянської війни, і згодом знову потрапила під радянську окупацію.
5 лютого 1919 року на з'їзді делегатів волостей Константиноградського повіту, що проходив у Карлівці, було прийнято рішення про націоналізацію заводу.
Після завершення ремонтно-відновлювальних робіт у жовтні 1920 року Жовтневий цукровий завод відновив роботу. У сезон цукроваріння 1922-1923 років він виробив 300 тисяч пудів цукру, проте подальше зростання виробництва обмежувало необхідність розширення посівних площ під цукрові буряки.
Для підвищення кваліфікації робітників у Карлівці була відкрита школа фабрично-заводського навчання.
У роки другої п'ятирічки при цукровому заводі було відкрито дитячий санаторій.
У ході Другої світової війни 1 вересня 1941 Карлівка була окупована німецькими військами, 20 вересня 1943 року звільнена в ході наступу радянських військ Степового фронту. Відповідно до тактики "випаленої землі", перед відступом німці підірвали будівлі промислових підприємств та низку інших об'єктів (всього вони встигли спалити та підірвати 67 будівель райцентру).
Після відновлення зруйнованої залізничної станції до Карлівки почала прибувати допомога зі східних областей країни. Відповідно до четвертого п'ятирічного плану відновлення та розвитку народного господарства СРСР зруйнований Жовтневий цукровий завод був відновлений і вже в листопаді 1948 року він дав першу продукцію.
У п'яту п'ятирічку Карлівський машинобудівний завод освоїв виробництво бурякоприймачів покращеної конструкції, встановлених на цукровому заводі. У 1966 році переробна потужність заводу становила 1,5 тис. тонн буряків на добу, у 1967 році вона була збільшена до 2 тис. тонн. тонн буряків на добу. Загалом за радянських часів цукровий завод входив до числа провідних підприємств райцентру.
Після проголошення незалежності України цукровий комбінат перейшов у відання державного комітету харчової промисловості України. Надалі державне підприємство було перетворено на відкрите акціонерне товариство. У липні 1995 року Кабінет Міністрів України ухвалив рішення про приватизацію цукрового заводу. Пізніше завод був реорганізований у товариство з обмеженою відповідальністю.
9 листопада 2004 року господарський суд Полтавської області визнав завод банкрутом та розпочав процедуру його ліквідації.
Пізніше підприємство відновило роботу під назвою ТОВ "Карлівський цукровий завод", проте економічна криза, що почалася в 2008 році, призвела до зниження попиту на цукор, що ускладнило ситуацію в цукровій промисловості. Влітку 2010 року "Українська продовольча компанія" продала Карлівський цукровий завод новому власнику. 3 липня 2012 року господарський суд Полтавської області визнав завод банкрутом та розпочав процедуру його ліквідації.
На початку жовтня 2014 року завод уже не функціонував. У вересні 2017 року завод, що припинив виробничу діяльність, був виставлений на продаж.